# つかちゃんのりこのGO!GO!ヒットパラダイス
つかちゃん のりこのGO!GO!ヒットパラダイスは、1996年4月1日から1997年5月までニッポン放送で放送されていたラジオ番組である。

## 概要
前番組『つかとのりこのおひるはバッカ～ン!』の内容、パーソナリティはそのままに番組タイトルやテーマ音楽、ジングル等を一新した番組。
この番組を放送中の1997年3月、ニッポン放送本社は有楽町からお台場へ移転し、この番組のレギュラー放送も同年 3月24日から、お台場へ舞台を移す。

## 放送時間
- 月 - 金曜日　13:00 - 16:00

## パーソナリティ
- 塚越孝（ニッポン放送アナウンサー(当時)）
- 根岸紀子（ニッポン放送アナウンサー(当時)）- 本番組での愛称は「のりピー」[2]

### その他の出演者
- 望月留美[3]
- 花岡貴子[4]

## タイムテーブル
（出典：）
- 13:00　オープニング
- 13:05　噂の事情通
- 13:20　秘密告白テレホン[6]
- 13:30　ニッポン放送 交通情報
- 13:31　首都高速 Mex-i情報
- 13:32　タクシー街かど交通情報
- 13:35　ハガキ コーナー
- 13:40　ほがらかリビング
- 13:45　ハロー埼玉
- 13:50　ニュース
- 13:54　天気予報
- 13:55　ニッポン放送交通情報
- 14:00　GO! GO! ナンバーズ[7]
- 14:05　コーナー
- 14:15　ゲスト コーナー
  - このコーナーについては、塚越扮する「ドクターTSUKA」が登場してゲストに話を聞くということがあった[8]。
- 14:25　ニッポン放送 交通情報
- 14:26　首都高速 Mex-i情報
- 14:30　ただ今参上！ ニッポン放送がやってきた
  - 中継コーナー。毎週水曜日はムンク垣花こと、垣花正[9]。
- 14:40　お便りパラダイス
- 14:45　ハロー神奈川
- 14:50　ニュース
- 14:54　天気予報
- 14:55　ニッポン放送 交通情報
- 15:00　日替わりコーナー
- 15:20　そこが聞きたい！ 予報士天気予報
- 15:22　首都圏ハイウエイ情報
- 15:23　首都高速 Mex-i情報
- 15:24　隣接県の交通情報
- 15:30　竹村健一のずばりジャーナル
  - NRN（全国ラジオネットワーク）のネット番組
- 15:40　日替わりコーナー
- 15:50　首都圏ハイウエイ情報
- 15:52　隣接県の交通情報
- 15:55　エンディング

## 主なコーナー・企画
- 気持ちEスペシャル[10]
- SM電リク[11]
- クラブ有楽町[12]
- 奥様 家電川柳[13]
- GO! GO! 特許許可局[14]
- のりこの桃色作文[15]
- 望月留美のデータ・ザ・ベスト10[16]
- のりこの「これが本当のつぎ道場」[17]
- 男と女 これでいいんカイ電話[18]
- ワンフレ リクエスト[19]
- 柴又・くるまやから生放送（1996年8月19日）[20]
- フラッシュバック メモリーグラフィティ[21]
- 一獲千金 昼下がりのクイズ××ダービー[22]
- たらえば電リク[23]
- 江東区有明から生放送・電リク運動会[24]
- 罰金グランプリ[25]
- ニュースとジュースの見分け方[26]
- 有楽町フォーク集会[27]
- 夢のタイムカプセル大企画[28]

## ピンチヒッター
- 塚越の夏休みに伴う代打
  - 根本要 - 1996年7月29日[29]
  - 春風亭小朝 - 1996年7月30日[30]
  - 円広志 - 1996年7月31日[31]
  - 阿藤海 - 1996年8月1日[32]
  - 上柳昌彦（ニッポン放送アナウンサー(当時)）- 1996年8月2日
  - オリンピック取材のため、上柳はアメリカ･アトランタから、根岸は東京のスタジオからの二元中継で3時間の生放送を行った[33]。
- テリー伊藤 - 本番組終了2か月前の1997年3月20日に代打出演。『ニッポン放送ホリデースペシャル　テリー･根岸のGO! GO! ヒットパラダイス』として放送[34]。
- 増山さやか（ニッポン放送アナウンサー） - 根岸の休暇に伴う代打（1996年9月9日 - 9月13日）、本番組での愛称は「さわやか さやか」[35]。